# Чандлер (Міннесота)
Чандлер (англ. Chandler) — місто (англ. city) в США, в окрузі Маррей штату Міннесота. Населення — 279 осіб (2020).

## Географія
Чандлер розташований за координатами 43°55′50″ пн. ш. 95°57′4″ зх. д. / 43.93056° пн. ш. 95.95111° зх. д. (43.930626, -95.951245).  За даними Бюро перепису населення США в 2010 році місто мало площу 2,02 км², уся площа — суходіл.

## Демографія
Згідно з переписом 2010 року, у місті мешкало 270 осіб у 109 домогосподарствах у складі 75 родин. Густота населення становила 133 особи/км².  Було 120 помешкань (59/км²).
Расовий склад населення:
| - 88,9 % — білих - 0,7 % — чорних або афроамериканців - 9,6 % — осіб інших рас |

До двох чи більше рас належало 0,7 %. Частка іспаномовних становила 22,6 % від усіх жителів.
За віковим діапазоном населення розподілялося таким чином: 24,1 % — особи молодші 18 років, 53,7 % — особи у віці 18—64 років, 22,2 % — особи у віці 65 років та старші. Медіана віку мешканця становила 41,0 року. На 100 осіб жіночої статі у місті припадало 101,5 чоловіків;  на 100 жінок у віці від 18 років та старших — 105,0 чоловіків також старших 18 років.
Середній дохід на одне домашнє господарство  становив 52 975 доларів США (медіана — 47 727), а середній дохід на одну сім'ю — 61 933 долари (медіана — 53 214). За межею бідності перебувало 9,3 % осіб, у тому числі 19,5 % дітей у віці до 18 років та 13,7 % осіб у віці 65 років та старших.
Цивільне працевлаштоване населення становило 158 осіб. Основні галузі зайнятості: виробництво — 30,4 %, освіта, охорона здоров'я та соціальна допомога — 19,0 %, сільське господарство, лісництво, риболовля — 13,3 %, оптова торгівля — 8,2 %.